# Jean-Marc Lalo
Pour les articles homonymes, voir Lalo.
Jean-Marc Lalo, né le 11 décembre 1962 à Nice, est un architecte français.

## Biographie
Après avoir travaillé dans le BTP, Jean-Marc Lalo, originaire de Nice, poursuit des études d'architecture alors qu'il est âgé de 32 ans. Il ouvre son agence en 2001 et conçoit Le Plateau, un centre d'art contemporain à Paris puis rénove le cinéma Ariana à Kaboul, en Afghanistan.
Il rénove et construit ensuite des salles de cinéma sur le continent africain ; il est l'architecte de la rénovation de l'ancien cinéma Le Rif, renommé La Cinémathèque de Tanger au Maroc, livré en 2007, ainsi que de quatre cinémas à Abidjan en Côte d'Ivoire, et du cinéma Guimbi à Bobo-Dioulasso au Burkina Faso. Il conçoit l'UGC Cité Ciné de Vélizy-Villacoublay, inauguré en 2019,.
Il est l'un des cofondateurs d'un logiciel de suivi de chantier sur tablette, Archipad.

## Distinctions
- Chevalier de l'ordre des Arts et des Lettres (2005)[5]